# 西園寺一晃
西園寺 一晃（さいおんじ かずてる、1942年 - ）は日本のフリーランスジャーナリスト。元朝日新聞東京本社総合研究センター主任研究員。

## 来歴
東京市生まれ。1958年に一家で中華人民共和国に移住し10年間を北京市で過ごす。同国滞在中は文化大革命に遭遇した。
1967年に北京大学経済学部政治経済科を卒業し、同年日本に帰国。1971年、『青春の北京』を刊行。同年、朝日新聞東京本社入社。同社調査研究室に勤務。同社総合研究センター主任研究員など歴任。中国の動向分析、研究を行う。
朝日新聞社定年退職後は日本中国友好協会全国本部副理事長、同参与、東京都日中友好協会副会長、同顧問、北京大学日本研究センター在外研究員、椙山女学園大学客員教授、工学院大学客員教授、慶応義塾大学非常勤講師、工学院大学内に設けられた孔子学院の学院長などを務めた。2019年現在、東日本国際大学客員教授。

## 人物
『週刊文春』2014年10月2日号は、「中国共産党の宣伝機関『孔子学院』院長は朝日OB」という記事で、西園寺一晃が工学院大学孔子学院院長を務めているとして西園寺と孔子学院を批判する報道をおこなった。

## 家族
曽祖父は内閣総理大臣、元老の西園寺公望。曽祖父は長州藩第14代藩主で、明治維新後は公爵となった毛利元徳。祖父の西園寺八郎は元徳の子で、伊藤博文らの仲介で公望の養子となった。
父は公爵（ゾルゲ事件で有罪のため廃嫡）、参議院議員の西園寺公一。共著がある元芸者の西園寺雪江は母。西園寺彬弘は弟。
また、外交官の武者小路公共は公一の父方の叔母の夫、政治学者の武者小路公秀は公一の義理の従弟で親戚にあたる。

## 著書

### 単著
- 『青春の北京 北京留学の十年』（1971年、中央公論社）のち文庫
- 『中国辺境をゆく』（日本交通公社出版事業局、1982年、のち旺文社文庫）
- 『鄧穎超――妻として同志として』（1999年、潮出版社）
- 『「周恩来と池田大作」の一期一会』（2012年、潮出版社）

### 共著など
- 『西園寺兄弟の体験的中国案内』（西園寺彬弘共著／1972年、実業之日本社・新書）
- 『知ってほしい中国の暮らし』（西園寺雪江共著／文化出版局、1972年）

### 監修
- 南開大学周恩来研究センター『周恩来と池田大作』 王永祥編 周恩来・鄧穎超研究会訳 監修／2002年、朝日ソノラマ）